# هلو خان الأردلاني
هلو خان (بالكردية: ھەڵۆ خان)‏ واحد من أشهر الحكام الأردلانيون الكرد في القرنين السادس عشر والسابع عشر. كان حاكماً لدولته شبه المستقلة بين عامي 1590 و1616. ويعرف بأنه أقوى حاكم أردلاني حيث شمل حكمه رقعة واسعة من كردستان، وكانت دولته عملياً بحكم المستقلة عن الدولتين القويتين المجاورتين العثمانية والصفوية.

## وصلات خارجية
- كرد إيران - Howling Pixel